# Dänische Fußballnationalmannschaft/Europameisterschaften
Der Artikel beinhaltet eine ausführliche Darstellung der dänischen Fußballnationalmannschaft bei Europameisterschaften. Dänemark nahm 2024 zum zehnten Mal an der Endrunde teil und wurde 1992 Europameister, als man eigentlich nicht qualifiziert war und für die suspendierte Mannschaft von Jugoslawien nachnominiert wurde.

## Die Nationalmannschaft bei Europameisterschaften

### Übersicht
Dänemark nahm 2024 zum zehnten Mal an der Endrunde zur Europameisterschaft teil, davon einmal bei vier Teilnehmern, dreimal an einer Endrunde mit acht Teilnehmern, viermal mit 16 Teilnehmern und zweimal mit 24 Teilnehmern.
| Jahr | Gastgeberland           | Teilnahme bis …    | Letzte(r) Gegner                    | Ergebnis 1    | Trainer                | Bemerkungen und Besonderheiten |
| ---- | ----------------------- | ------------------ | ----------------------------------- | ------------- | ---------------------- | --- |
| 1960 | Frankreich              | nicht qualifiziert |                                     |               |                        | Im Achtelfinale am späteren Dritten Tschechoslowakei gescheitert. |
| 1964 | Spanien                 | Spiel um Platz 3   | Ungarn                              | Vierter       | Poul Petersen          | |
| 1968 | Italien                 | nicht qualifiziert |                                     |               |                        | In der Qualifikation an Ungarn gescheitert. |
| 1972 | Belgien                 | nicht qualifiziert |                                     |               |                        | In der Qualifikation am späteren Dritten Belgien gescheitert. |
| 1976 | Jugoslawien             | nicht qualifiziert |                                     |               |                        | In der Qualifikation an Spanien gescheitert, das sich auch nicht für die Endrunde qualifizieren konnte. |
| 1980 | Italien                 | nicht qualifiziert |                                     |               |                        | In der Qualifikation an England gescheitert |
| 1984 | Frankreich              | Halbfinale         | Spanien                             | 3.*           | Josef Piontek          | Niederlage im Elfmeterschießen. Das Spiel um Platz 3 wurde erstmals nicht ausgetragen. |
| 1988 | BR Deutschland          | Vorrunde           | Deutschland, Italien, Spanien       | 7.*           | Josef Piontek          | Nach drei Niederlagen als Gruppenletzter ausgeschieden |
| 1992 | Schweden                | Finale             | Deutschland                         | Europameister | Richard Møller Nielsen | In der Qualifikation an Jugoslawien gescheitert, aber nach dem Ausbruch der Jugoslawienkriege kurzfristig für das ausgeschlossene Jugoslawien nachnominiert. |
| 1996 | England                 | Vorrunde           | Kroatien, Portugal, Türkei          | 9.*           | Richard Møller Nielsen | Nach je einem Sieg, einem Remis und einer Niederlage als Gruppendritter ausgeschieden |
| 2000 | Niederlande und Belgien | Vorrunde           | Frankreich, Niederlande, Tschechien | 16.*          | Bo Johansson           | Nach drei Niederlagen als Gruppenletzter ausgeschieden |
| 2004 | Portugal                | Viertelfinale      | Tschechien                          | 8.*           | Morten Olsen           | |
| 2008 | Österreich und Schweiz  | nicht qualifiziert |                                     |               |                        | In der Qualifikation an Schweden und Spanien gescheitert. |
| 2012 | Polen und Ukraine       | Vorrunde           | Niederlande, Portugal, Deutschland  | 12.*          | Morten Olsen           | Nach einem Sieg gegen die Niederlande und zwei Niederlagen gegen Portugal und Deutschland als Gruppendritter ausgeschieden |
| 2016 | Frankreich              | nicht qualifiziert |                                     |               |                        | In der Qualifikation traf Dänemark auf Portugal, Serbien, Armenien und Albanien. Zudem wurde EM-Gastgeber Frankreich der Gruppe zugeordnet, trat aber nur zu Freundschaftsspielen gegen die Gruppengegner an. Als Gruppendritter scheiterte Dänemark in den Playoffs an Schweden |
| 2021 | Europa                  | Halbfinale         | England                             | 4.*           | Kasper Hjulmand        | Dänemark stellt mit dem Telia Parken eine Spielstätte für drei Gruppenspiele und ein Achtelfinalspiel, musste sich aber wie alle anderen UEFA-Mitglieder für die EM qualifizieren, was mit dem letzten Spiel gelang. Dänemark darf die Gruppenspiele in Kopenhagen austragen, wo die Mannschaft auf Belgien, Finnland und Russland traf. Mit einem Sieg und zwei Niederlagen wurden die Dänen Gruppenzweite. Im weiteren Turnierverlauf gewannen sie im Achtelfinale mit 4:0 gegen Wales und im Viertelfinale mit 2:1 gegen Tschechien, ehe sie gegen England im Halbfinale mit 1:2 nach Verlängerung ausschieden. |
| 2024 | Deutschland             | Achtelfinale       | Deutschland                         |               | Kasper Hjulmand        | Gruppensieger in der Qualifikation vor Slowenien, Finnland, Kasachstan, Nordirland und San Marino. Gegner bei der Endrunde waren in der Vorrunde England, wieder Slowenien und Serbien |

## Endrunden mit vier Teilnehmern

### EM 1960
Für die Fußball-Europameisterschaft 1960, die noch als „Europapokal der Nationen“ ausgetragen wurde, musste sich Dänemark über das Achtelfinale gegen die Tschechoslowakei qualifizieren. Nach einem 2:2 in Kopenhagen nach 2:0-Führung wurde das Rückspiel in Prag mit 1:5 verloren, wobei die Dänen auch wieder in Führung gingen. Die Tschechoslowakei erreichte dann die Endrunde und wurde Dritter.

### EM 1964
Als vier Jahre später schon mehr Mannschaften teilnahmen, wurde dem Achtelfinale eine Vorrunde vorgeschaltet. In dieser trafen die Dänen auf Malta und gewannen beide Spiele (6:1 und 3:1). Im Achtelfinale war dann Albanien der Gegner. Nach einem 4:0 im Heimspiel konnte das 0:1 in Albanien verkraftet werden. Im Viertelfinale war Luxemburg der Gegner. Nachdem beide Spiele remis endeten (3:3 und 2:2), gab es ein Entscheidungsspiel in Amsterdam, das die Dänen mit 1:0 gewannen und sich damit für die Endrunde der besten vier Mannschaften qualifizierten. In Spanien trafen sie im Halbfinale auf Titelverteidiger Sowjetunion und verloren mit 0:3. Im folgenden Spiel um Platz 3 gegen Ungarn stand es nach 90 Minuten 1:1, wobei Carl Bertelsen das erste EM-Tor für die Dänen erzielt hatte. In der Verlängerung gelangen den Ungarn noch zwei Tore und Dänemark wurde Vierter. Ole Madsen wurde immerhin mit 11 Treffern Torschützenkönig des gesamten Wettbewerbs.

### EM 1968
Für die Fußball-Europameisterschaft 1968 wurden in der Qualifikation erstmals Gruppenspiele angesetzt. Dänemark musste gegen Ungarn, die DDR und die Niederlande antreten und konnte nur ein Spiel gewinnen. Damit wurden sie Letzter dieser Gruppe. Die Ungarn wurden Gruppensieger, scheiterten aber im Viertelfinale an der Sowjetunion.

### EM 1972
Für die EM-Endrunde 1972 konnte sich Dänemark wieder nicht qualifizieren. In einer Gruppe mit Belgien, Portugal und Schottland wurde mit einem Sieg aber fünf Niederlagen wieder nur der letzte Platz belegt. Belgien konnten sich dann über das Viertelfinale für die Endrunde qualifizieren, die sie ausrichten durften, und letztlich Dritter wurden.

### EM 1976
1976 wurde die Endrunde letztmals mit vier Mannschaften ausgetragen, Dänemark belegte in der Qualifikationsgruppe 4 hinter Spanien, Rumänien und Schottland ohne Sieg mit nur einem Remis bei fünf Niederlagen wieder nur Platz 4. Gruppensieger Spanien scheiterte dann im Viertelfinale an Titelverteidiger und Weltmeister Deutschland, der bei der Endrunde erneut das Finale erreichte, aber im Elfmeterschießen gegen die Tschechoslowakei verlor.

## Endrunden mit acht Teilnehmern

### EM 1980
Im Juni 1979 wurde der deutsche Ex-Nationalspieler Sepp Piontek Nationaltrainer, nachdem Dänemark in der Qualifikation für die Europameisterschaft in Italien, die erstmals mit acht Mannschaften ausgetragen wurde, aussichtslos zurücklag. In der Gruppe mit England, Nordirland, Irland und Bulgaren belegten die Dänen wieder nur den letzten Platz, denn auch Piontek konnte in den letzten beiden Spielen das Blatt nicht mehr wenden. England erreichte als Gruppensieger die Endrunde, scheiterte dort aber in der Gruppenphase. Erst vier Jahre später sollte die Arbeit von Piontek Früchte tragen.

### EM 1984
Für die Europameisterschaft in Frankreich qualifizierte sich Dänemark dann endlich wieder. Sepp Piontek hatte erkannt, dass mit einer reinen Amateurmannschaft – die dänische A-Nationalmannschaft nahm noch bis 1988 an der Qualifikation für die Olympischen Spiele teil – die Qualifikation für eine EM oder WM nicht zu schaffen war. Daher verstärkte er die Nationalmannschaft, die bis dahin vorwiegend auf Amateurspieler aus der heimischen Liga baute, für die Qualifikation mit dänischen Spielern, die bei europäischen Profivereinen spielten. Er reiste dazu durch Europa, um dänische Profispieler zu beobachten. Seitdem gibt es neben der A-Nationalmannschaft (A-landshold) auch eine Ligaauswahl (Ligalandshold), die auch zu Länderspielen antritt. In der Qualifikations-Gruppe mit England, erneut Luxemburg, Griechenland und Ungarn wurden die Dänen dann überraschend Gruppenerster und gewannen dabei erstmals in England.
In der Gruppenphase der EM-Endrunde traf die Mannschaft auf die gastgebenden Franzosen, auf Jugoslawien und auf Belgien. Im ersten Spiel verloren sie zwar noch gegen den Gastgaber, im zweiten Spiel gewannen sie dann aber erstmals gegen Jugoslawien und „zerlegten“ die jugoslawische Mannschaft beim 5:0 durch euphorischen Offensivfußball. Im entscheidenden Gruppenspiel gegen Belgien, das auch gegen Jugoslawien gewonnen und gegen Frankreich verloren hatte, gerieten die Dänen zwar mit 0:2 in Rückstand, konnten das Spiel aber noch drehen und sich mit einem 3:2 für das Halbfinale qualifizieren. Das Team um Morten Olsen, Preben Elkjær Larsen und Michael Laudrup traf nun auf Spanien. Weil es nach 120 Minuten 1:1 stand, kam es zum Elfmeterschießen, das die dänische Mannschaft verlor, da Preben Elkjær Larsen den letzten Elfmeter über das Tor schoss. Da es erstmals kein Spiel um Platz 3 mehr gab, war die EM damit für Dänemark beendet. Die damit geweckte Euphorie konnte aber mitgenommen werden, so dass die Mannschaft zwei Jahre später erstmals an der WM-Endrunde teilnehmen konnte, wo sie im Achtelfinale aber erneut an Spanien scheiterte.

### EM 1988
Für die Europameisterschaft im Nachbarland Deutschland sollte sich Dänemark gegen die Tschechoslowakei, Wales und Schottland und Finnland qualifizieren. In einer sehr ausgeglichenen Gruppe hatten die Dänen am Ende die Nase vorn und fuhren erneut zur EM-Endrunde. Entscheidend war ein Sieg im letzten Heimspiel gegen Wales, nachdem sie zuvor in Wales das einzige Mal verloren hatten.
In Deutschland wurden sie in eine Gruppe mit Gastgeber Deutschland, Italien und Spanien gelost. Gegen die Spanier mussten sie das Auftaktspiel bestreiten und gerieten bereits in der 6. Minute in Rückstand. Michael Laudrup konnte zwar 20 Minuten später ausgleichen, womit es in die Pause ging, nachdem Troels Rasmussen in der 35. Minute einen Strafstoß halten konnte. In der zweiten Halbzeit mussten die Dänen dann aber noch zwei Gegentreffer hinnehmen, der Anschlusstreffer durch Flemming Povlsen kam dann zu spät. Im zweiten Spiel gegen Deutschland gerieten sie ebenfalls wieder früh in Rückstand, die Deutschen brauchten aber bis kurz vor Schluss, um mit dem 2:0 alles klarzumachen. Auch gegen Italien wurde dann mit 0:2 verloren, so dass die Dänen punktlos als Gruppenletzter ausschieden. Nachdem Dänemark sich dann auch nicht für die WM 1990 qualifizieren konnte, wurde Nationaltrainer Piontek entlassen. Sein Nachfolger wurde Richard Møller Nielsen, der die Dänen 1992 zu ihrem größten Triumph führen sollte.

### EM 1992

Startaufstellungen im Finale

In der Qualifikation für die EM 1992 musste Dänemark gegen Jugoslawien, Nordirland, Österreich und die Färöer antreten, die erstmals teilnahmen. Dänemark belegte am Ende mit einem Punkt Rückstand hinter Jugoslawien nur Platz 2 und hatte damit eigentlich die EM-Endrunde verpasst. Die meisten dänischen Spieler hatten daher nach dem Saisonende der nationalen Ligen schon ihren Urlaub angetreten. Kurz vor dem Start der Endrunde wurde Jugoslawien aber aufgrund von UN-Sanktionen als Folge der Jugoslawienkriege ausgeschlossen und Dänemark nachnominiert. In Schweden trafen die Dänen ohne große Vorbereitung im ersten Spiel auf England und erkämpften ein torloses Remis. Gegen Gastgeber Schweden folgte dann ein 0:1, so dass die Dänen vor dem letzten Spieltag nur auf Platz 4 lagen und die Hoffnung auf Erreichen des Halbfinales gering war. Gegen Frankreich gelang dann aber ein 2:1-Sieg, und da die Schweden gegen England gewannen, war Dänemark als Gruppenzweiter für das Halbfinale qualifiziert. Hier trafen sie auf Titelverteidiger Niederlande, der die andere Gruppe gewonnen hatte. Die Dänen gingen bereits nach fünf Minuten durch Henrik Larsen in Führung, mussten aber in der 23. Minute den Ausgleich hinnehmen. Larsen brachte die Dänen in der 32. Minute erneut in Führung, mit der es in die Pause ging. In der zweiten Halbzeit bestürmten die Niederländer das von Peter Schmeichel gehütete Tor und vier Minuten vor dem Spielende gelang Frank Rijkaard der Ausgleich. In der Verlängerung verteidigten die Dänen trotz nachlassender Kräfte das Unentschieden und es kam zum Elfmeterschießen, wobei Marco van Basten vergab, während ansonsten alle Schützen trafen. Die Dänen standen damit erstmals im Finale eines großen Wettbewerbs und trafen dort auf Weltmeister Deutschland, der sich im zweiten Halbfinale gegen Gastgeber Schweden durchgesetzt hatte und als Favorit galt. Deutschland fand aber nie richtig ins Spiel und in der 19. Minute brachte John Jensen die Dänen in Führung. In der 78. Minute machte dann Kim Vilfort mit dem zweiten Tor für den Außenseiter die Sensation perfekt. Es war eins der härtesten Endspiele, insgesamt wurden sechs Gelbe Karten verteilt: eine für den Dänen Torben Piechnik, fünf für deutsche Spieler. Henrik Larsen war mit drei Toren zudem mit drei anderen Spielern bester Torschütze der EM. Als Europameister wurden die Dänen auch zum ersten König-Fahd-Pokal 1992 eingeladen, verzichteten aber auf die Teilnahme. Erst drei Jahre später nahmen sie am König-Fahd-Pokal 1995 teil und gewannen den Pokal.

## Endrunden mit 16 Teilnehmern

### EM 1996
Nachdem die Dänen sich auch als Europameister nicht für die Fußball-Weltmeisterschaft 1994 qualifizieren konnten, gelang ihnen aber die Qualifikation für die EM-Endrunde 1996, die erstmals mit 16 Mannschaften ausgetragen wurde. In einer Gruppe mit Spanien, Belgien und Zypern sowie Mazedonien und Armenien, die erstmals teilnahmen, belegten sie hinter Spanien den zweiten Platz und waren als fünftbester Gruppenzweiter für die Endrunde qualifiziert. Entscheidend dabei waren insbesondere die beiden Siege gegen den direkten Konkurrenten Belgien, der damit mit sechs Punkten Rückstand auf Platz 3 verwiesen wurde.
In England wurden die Dänen in eine Gruppe mit Portugal sowie Kroatien und der Türkei gelost, die sich erstmals qualifizieren konnten. Im ersten EM-Spiel gelang ihnen ein 1:1 gegen Portugal. Das zweite Spiel gegen Kroatien wurde dann mit 0:3 verloren, wobei Davor Šuker allein zwei Tore erzielte. Gegen die Türkei gelang dann zwar ein 3:0-Sieg, u. a. durch zwei Tore von Brian Laudrup. Mit vier Punkten wurde aber nur Platz 3 belegt, womit das Viertelfinale verpasst wurde und Richard Møller Nielsen als Nationaltrainer zurücktrat. Sein Nachfolger wurde der Schwede Bo Johansson.

### EM 2000
Für die EM 2000 konnten sich die Dänen dann auch wieder qualifizieren. In einer Gruppe mit Italien, der Schweiz, Wales und Belarus gelangen ihnen ebenso wie den Italienern und den Schweizern vier Siege. Da Italien aber nur ein Spiel verlor und dreimal remis spielte, während Dänen und Schweizer je zweimal verloren und remis spielten, belegten die Dänen am Ende Platz 2 hinter Italien und den punktgleichen Schweizern, die sie im direkten Vergleich einmal besiegt hatten. Damit waren sie für die Playoffs der Gruppenzweiten qualifiziert. Gegner war Israel und mit einem 5:0 in Tel Aviv und einem 3:0 in Kopenhagen qualifizierten sich die Dänen für die EM-Endrunde.
Bei der erstmals in zwei Ländern durchgeführten Endrunde trafen sie zunächst in Brügge auf Weltmeister Frankreich und verloren mit 0:3. Auch gegen Co-Gastgeber Niederlande folgte ein 0:3, so dass das letzte Gruppenspiel gegen Tschechien, das gegen beide auch verloren hatte, nur noch statistischen Wert hatte. Mit einem 0:2 verabschiedeten sich die Dänen erstmals punkt- und torlos vom Turnier. Mit dem Aus endete die Amtszeit von Bo Johansson als Nationaltrainer, der schon vorher seinen Abschied bekannt gegeben hatte. Sein Nachfolger wurde Morten Olsen. Frankreich verlor zwar im Parallelspiel gegen die Niederlande, konnte am Ende aber nach dem WM-Titel auch den EM-Titel holen, was in dieser Reihenfolge zuvor noch keiner Mannschaft gelungen war.

### EM 2004
In der Qualifikation für die EM 2004 traf Dänemark auf Norwegen, Rumänien, Bosnien-Herzegowina und Luxemburg. Luxemburg verlor alle Spiele, die anderen nahmen sich aber gegenseitig Punkte ab, so dass am Ende den Ersten und Vierten nur zwei Punkte trennten. Mit einem 1:1 in Bosnien-Herzegowina sicherten sich die Dänen am letzten Spieltag den Gruppensieg, Gruppenzweiter Norwegen scheiterte in den Playoffs der Gruppenzweiten an Spanien.
In Portugal wurden die Dänen in eine Gruppe mit Schweden, Bulgarien und Italien gelost. Im ersten Spiel trennten sich Dänen und Italiener torlos. Das zweite Spiel gegen Bulgarien wurde dann mit 2:0 gewonnen. Im letzten Spiel gegen Schweden reichte beiden ein 2:2 zum Weiterkommen – unabhängig vom Ausgang des Parallelspiels zwischen Bulgarien und Italien, da die Schweden gegen Italien 1:1 gespielt und gegen Bulgarien mit 5:0 gewonnen hatten. Und genau mit diesem Wunschergebnis endete das Spiel. Da der dänische Torwart Thomas Sørensen in der 90. Minute noch den 2:2-Ausgleich der Schweden verursachte, kam in den italienischen Medien der Verdacht einer Absprache auf. Die ironisch gemeinte Äußerung des dänischen Trainers Morten Olsen („Natürlich machen wir einen Deal.“) sorgte für Aufregung. Im Viertelfinale trafen die Dänen dann auf Gastgeber Portugal und mussten sich nach einem 0:3 für acht Jahre von der EM-Bühne verabschieden.

### EM 2008
In der Qualifikationsgruppe F für die EM 2008 traf Dänemark auf Spanien, Schweden, Nordirland, Lettland, Island und Liechtenstein. Die beiden erstplatzierten Mannschaften waren für die Endrunde in der Schweiz und Österreich qualifiziert. Zu einem Skandal kam es beim Spiel gegen Schweden beim Stand von 3:3 (1:3). Als der deutsche Schiedsrichter Herbert Fandel in der 89. Minute den dänischen Spieler Christian Poulsen nach einem Faustschlag gegen dessen Gegenspieler des Feldes verwies und Elfmeter für Schweden gab, wurde er von einem Zuschauer angegriffen und brach daraufhin das Spiel ab. Die UEFA wertete daraufhin die Partie am 8. Juni 2007 nach Empfehlung des Schiedsrichterteams mit 3:0 für Schweden. Zudem verhängte die UEFA zunächst eine Geldstrafe von 61.000 Euro für den dänischen Verband und Dänemark sollte die nächsten vier Heimspiele mindestens 250 Kilometer von Kopenhagen entfernt austragen sowie das folgende Heimspiel (gegen Liechtenstein) unter Ausschluss der Öffentlichkeit. Nach einem Einspruch des dänischen Fußballverbandes gegen dieses Urteil wurde die Geldstrafe am 5. Juli 2007 auf 30.000 Euro reduziert und die Mindestentfernung der nächsten vier Heimspiele auf 140 Kilometer von Kopenhagen festgelegt. Am Ende fehlten aber nicht nur diese drei Punkte. Mit sechs Punkten Rückstand auf die zweitplatzierten Schweden wurden die Dänen nur Vierter und verpassten damit erstmals seit 1980 wieder die EM-Endrunde.

### EM 2012

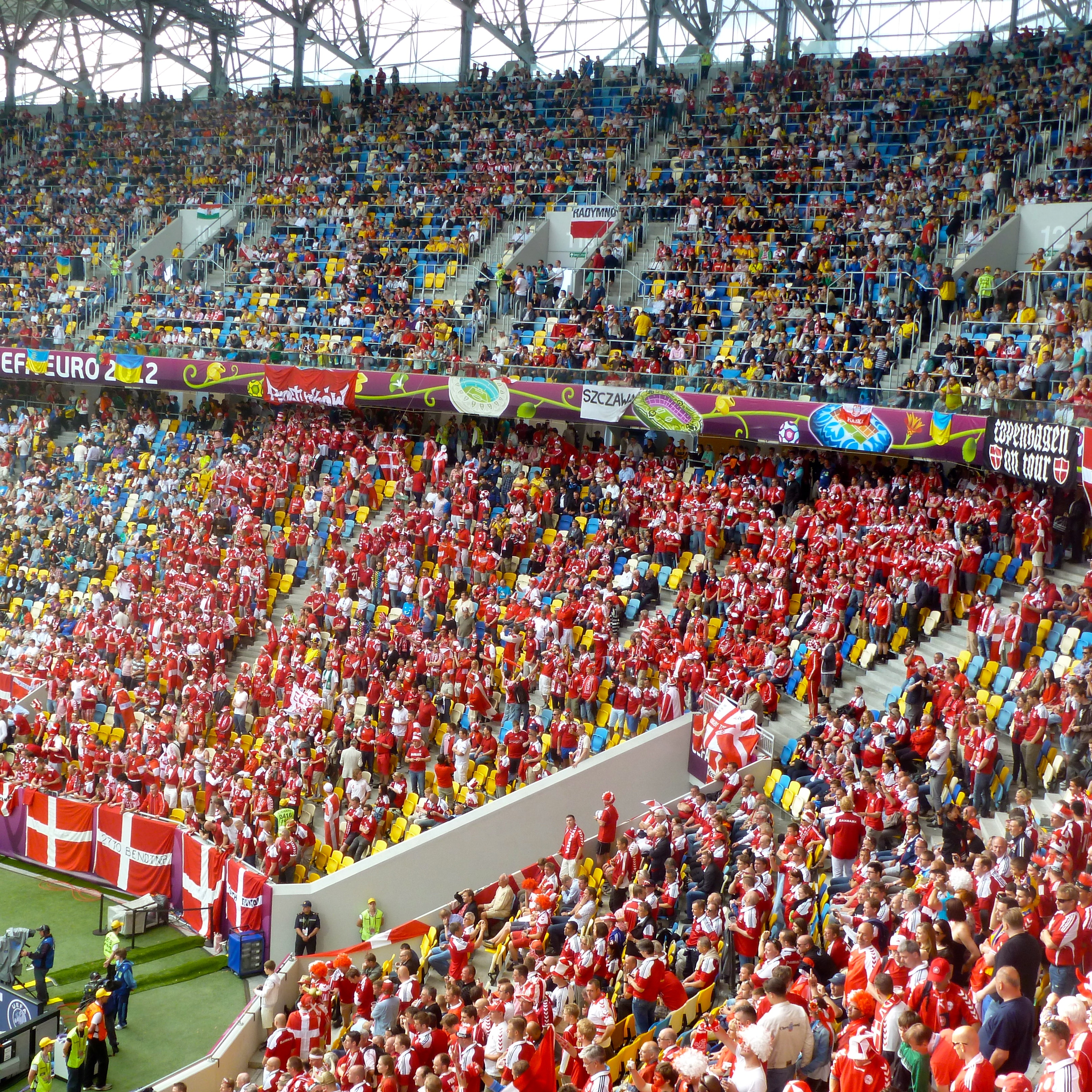
Dänische Fans bei der EM 2012

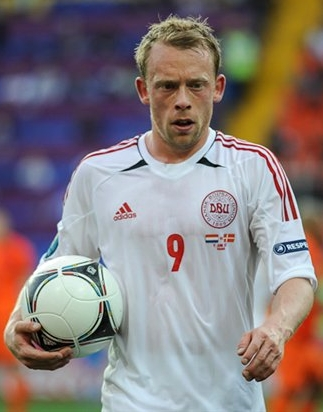
Michael Krohn-Dehli, Schütze des 1:0-Siegtreffers gegen die Niederlande

Besser verlief die Qualifikation für die EM 2012. In einer Grupe mit Portugal, Norwegen, Island und Zypern belegten die Dänen den ersten Platz und konnten dabei sechs Spiele gewinnen. Verloren wurde nur das Spiel in Portugal, das in den Playoffs der Gruppenzweiten gegen Bosnien-Herzegowina ebenfalls das EM-Ticket buchen konnte. Bei der Endrunde, die wieder in zwei Ländern stattfand, wurden die Dänen in eine Todesgruppe gelost mit den Niederlanden und Deutschland, die zwei Jahre zuvor bei der WM Platz 2 und 3 belegt hatten und erneut den Portugiesen. Im ersten Spiel konnten sie aber gegen die Niederländer mit 1:0 gewinnen, verloren dann aber gegen Portugal durch ein Tor kurz vor Schluss mit 2:3, nachdem sie einen 0:2-Rückstand aufgeholt hatten. Mit einem Sieg gegen Deutschland im letzten Spiel wäre aber noch der Einzug ins Viertelfinale möglich gewesen, aber durch ein 1:2 schieden die Dänen als Gruppendritter vor Vizeweltmeister Niederlande aus. Deutschland scheiterte dann im Halbfinale an Italien, Portugal an Welt- und Europameister Spanien, das seinen Titel gegen Italien eindrucksvoll verteidigen konnte.

## Endrunden mit 24 Teilnehmern

### EM 2016
An der EM nehmen erstmals 24 Mannschaften teil. Für die Auslosung der Qualifikationsgruppen, die am 23. Februar 2014 erfolgte, war Dänemark in Topf 2 gesetzt. Dänemark wurde in Gruppe I, die einzige Fünfergruppe gelost. Aus den anderen Töpfen wurden zugelost: wieder mal Portugal, Albanien, Serbien und Armenien. Da in der Fünfergruppe immer eine Mannschaft spielfrei hat, spielt diese gegen den automatisch qualifizierten EM-Gastgeber Frankreich ein Freundschaftsspiel, das nicht in die Wertung eingeht.
Die beiden Gruppenersten qualifizieren sich direkt für die EM-Endrunde. Sollte die drittplatzierte Mannschaft bester Gruppendritter sein, ist sie ebenfalls direkt qualifiziert. Die übrigen Gruppendritten spielen in Playoffs vier weitere Teilnehmer aus.
Dänemark begann die Qualifikation mit einem 2:1 gegen Armenien und einem 1:1 in Albanien, verlor dann aber das Heimspiel gegen Portugal und gewann zum Abschluss der ersten Hälfte in Serbien. Nach der Hälfte der Spiele lagen die Dänen damit auf Platz 2. Mit einem 2:0 im Heimspiel gegen Serbien festigte Dänemark vor der Sommerpause zwar Platz 2, kam danach aber nur zu zwei torlosen Remis, sodass die direkte Qualifikation bei nur noch einem ausstehenden Spiel beim Gruppenersten Portugal am seidenen Faden hängt. Denn selbst bei einem Sieg kann Dänemark noch von Portugal und Albanien überholt werden und müsste dann in die Playoffs der Gruppendritten. Das Spiel in Portugal verlor Dänemark mit 0:1 und musste am letzten Spieltag hoffen, dass Albanien nicht in Armenien gewinnen würde. Da die Albaner aber gewannen und damit erstmals die EM-Endrunde erreichten, musste Dänemark den Weg über die Playoff-Spiele der Gruppenzweiten gegen Schweden gehen. Nach einem 1:2 im Auswärtsspiel gerieten die Dänen im Heimspiel bereits in der 19. Minute durch Schwedens Rekordtorschützen Zlatan Ibrahimović mit 0:1 in Rückstand. In der 76. Minute gelang ihm dann auch noch das zweite Tor. Den Dänen gelang zwar sechs Minuten später der Anschlusstreffer und in der Nachspielzeit der Ausgleich, dies reichte aber nicht mehr. Nach dem Aus in den Playoffs trat Morten Olsen von seinem Posten als Nationaltrainer zurück.

### EM 2021
Für die paneuropäische EM hatte sich auch Dänemark um die Ausrichtung von Gruppen- und K.-o.-Spielen beworben und erhielt die Zusage für drei Gruppenspiele sowie ein Achtelfinale im Telia Parken. Dänemark musste sich aber wie alle anderen Ausrichterländer für die Endrunde qualifizieren. In der Gruppe D waren die Schweiz, Irland, Georgien und Gibraltar die Gegner. Dänemark, das seit dem Rücktritt von Morten Olsen vom Norweger Åge Hareide trainiert wird, begann die Qualifikation mit zwei Remis: 3:3 in der Schweiz und 1:1 gegen Irland. Nach hohen Siegen gegen Georgien (5:1) und Gibraltar (6:0) folgte ein torloses Remis in Georgien. Trotz weiterer Siege (1:0 gegen die Schweiz und nochmals 6:0 gegen Gibraltar) konnten sich die Dänen erst am letzten Spieltag für die Endrunde qualifizieren, wobei ihnen ein 1:1 in Irland reichte, um Zweiter hinter der Schweiz zu werden. Gegner Irland hätte gewinnen müssen, um sich direkt zu qualifizieren, hat aber noch die Chance sich über die Playoffs zu qualifizieren.
Schon vor der Auslosung am 30. November wurden den Dänen der FIFA-Weltranglistenführende Belgien und Russland zugeordnet. Bei der Auslosung kam EM-Neuling Finnland hinzu. Das erste Spiel gegen die Finnen wurde überschattet vom Zusammenbruch des Dänen Christian Eriksen in der 43. Spielminute ohne Fremdeinwirkung. Er wurde umgehend vom anwesenden Ärzteteam medizinisch versorgt und erlangte nach Thoraxkompressionen sowie einer Defibrillation – noch auf dem Feld – das Bewusstsein wieder. Das Spiel wurde nach einer knapp zweistündigen Unterbrechung fortgesetzt und in der 60. Minute konnte Joel Pohjanpalo das einzige Tor für die Finnen bei der Endrunde erzielen. 14 Minuten später konnte Pierre Emile Højbjerg einen Strafstoß nicht zum Ausgleich nutzen, so dass die Dänen mit 0:1 verloren. Im zweiten Spiel gegen Belgien gingen die Dänen durch Yussuf Poulsen mit dem zu dem Zeitpunkt zweitschnellsten Tor der EM-Geschichte bereits in der zweiten Minute in Führung. Die Dänen kamen in der Folge zu weiteren Möglichkeiten, konnten sie aber nicht nutzen. In der zweiten Halbzeit konnten die Belgier dann das Spiel drehen und mit 2:1 gewinnen. Im dritten Spiel gelang den Dänen dann aber mit einem 4:1-Sieg gegen Russland noch der Sprung auf Platz 2 und der Einzug in die K.-o.-Runde, wo sie auf Wales trafen und mit 4:0 gewannen. Im Viertelfinale wurde Tschechien in Baku mit 2:1 besiegt. Im Halbfinale traf Dänemark auf England, wogegen es mit 1:2 nach Verlängerung verlor und somit aus dem Turnier ausschied. Das Tor des Dänen Mikkel Damsgaard in der 30. Minute war das erste Tor überhaupt, das gegen England in diesem Turnier geschossen wurde, und der erste direkt verwandelte Freistoß des Turniers. Das Tor zum Ausgleich verursachte Kapitän Simon Kjær, der bei einem Rettungsversuch ins eigene Tor traf. Der Siegtreffer für England gelang dem englischen Kapitän Harry Kane, der einen umstrittenen Strafstoß im Nachschuss verwandeln konnte.

### EM 2024
Für die zweite EM in Deutschland konnte sich Dänemark als Gruppensieger der Qualifikation vor Slowenien, Finnland, Kasachstan, Nordirland und San Marino direkt qualifizieren. Entscheidend für den Gruppensieg vor den punktgleichen Slowenen war der direkte Vergleich, den die Dänen mit 2:1 und 1:1 für sich entschieden. Die bessere Tordifferenz hatten die Slowenen (+11 gegenüber +9 der Dänen). Gegner bei der Endrunde waren in den Gruppenspielen England (1:1), wieder Slowenien (1:1) und Serbien (0:0). Dänemark war damit nach der Vorrunde punkt- und torgleich mit Slowenien, das aber eine Gelbe Karte mehr erhalten hatte, wodurch die Dänen Gruppenzweite wurden. Im Achtelfinale trafen sie auf Gastgeber Deutschland und verloren mit 0:2.

## Spieler mit den meisten Einsätzen bei Europameisterschaften
| Spiele | Spieler               | Jahr (Spiele)                          |
| ------ | --------------------- | -------------------------------------- |
| 13     | Peter Schmeichel      | 1988 (2), 1992 (5), 1996 (3), 2000 (3) |
| 10     | Michael Laudrup       | 1984 (4), 1988 (3), 1996 (3)           |
|        | John Sivebæk          | 1984 (3), 1988 (2), 1992 (5)           |
|        | Andreas Christensen   | 2021 (6), 2024 (4)                     |
|        | Pierre Emile Højbjerg | 2021 (6), 2024 (4)                     |
|        | Joakim Mæhle          | 2021 (6), 2024 (4)                     |
|        | Kasper Schmeichel     | 2021 (6), 2024 (4)                     |
|        | Jannik Vestergaard    | 2021 (6), 2024 (4)                     |
| 9      | Thomas Helveg         | 1996 (3), 2000 (2), 2004 (4)           |
|        | Simon Kjær            | 2012 (3), 2021 (6), 2024 (0)           |
|        | Thomas Delaney        | 2021 (6), 2024 (3)                     |
|        | Yussuf Poulsen        | 2021 (5), 2024 (4)                     |
| 8      | Flemming Povlsen      | 1988 (3), 1992 (5)                     |
|        | Lars Olsen            | 1988 (3), 1992 (5), 1996 (0)           |
|        | Kim Vilfort           | 1988 (2), 1992 (4), 1996 (2)           |
|        | Brian Laudrup         | 1992 (5), 1996 (3)                     |
|        | Christian Eriksen     | 2012 (3), 2021 (1), 2024 (4)           |
|        | Christian Nørgaard    | 2021 (5), 2024 (3)                     |
| 7      | John Jensen           | 1988 (2), 1992 (5)                     |
|        | Ivan Nielsen          | 1984 (4), 1988 (3)                     |
|        | Morten Olsen          | 1984 (4), 1988 (3)                     |
|        | Jon Dahl Tomasson     | 2000 (3), 2004 (4)                     |
|        | Henrik Larsen         | 1992 (4), 1996 (3)                     |
|        | René Henriksen        | 2000 (3), 2004 (4)                     |
|        | Joachim Andersen      | 2021 (3), 2024 (4)                     |

Stand: 29. Juni 2024

## Spieler mit den meisten Toren bei Europameisterschaften
| Tore | Spieler              | Jahr (Tore)        |
| ---- | -------------------- | ------------------ |
| 3    | Frank Arnesen        | 1984 (3)           |
|      | Brian Laudrup        | 1992 (0), 1996 (3) |
|      | Henrik Larsen        | 1992 (3), 1996 (0) |
|      | Jon Dahl Tomasson    | 2000 (0), 2004 (3) |
|      | Kasper Dolberg       | 2021 (3)           |
| 2    | Nicklas Bendtner     | 2012 (2)           |
|      | Preben Elkjær Larsen | 1984 (2), 1988 (0) |
|      | Yussuf Poulsen       | 2021 (2)           |
|      | Joakim Mæhle         | 2021 (2)           |
|      | Mikkel Damsgaard     | 2021 (2)           |
| 1    | 16 Spieler           |                    |

Stand: 29. Juni 2024

## Bei Europameisterschaften gesperrte Spieler
- 1984 erhielt Klaus Berggreen im Halbfinale in der Verlängerung die Rote Karte, da Dänemark ausschied, hatte diese aber keinen weiteren Effekt, außer dass er im Elfmeterschießen nicht eingesetzt werden konnte.
- 1992 erhielt Henrik Andersen im Halbfinale die zweite Gelbe Karte und war für das Finale gesperrt.
- 1996 erhielt Thomas Helveg im letzten Gruppenspiel die zweite Gelbe Karte, da Dänemark ausschied, hatte diese keinen Effekt.
- 2024 erhielt Morten Hjulmand im letzten Gruppenspiel die zweite Gelbe Karte und war für das Achtelfinale gesperrtin dem Joakim Mæhle ebenfalls die zweite Gelbe Karte erhielt, die aber keine Wirkung mehr hatte, da die Dänen ausschieden.

## Anteil der im Ausland spielenden Spieler im EM-Kader
Legionäre stellten 1984, 1988, 2000, 2004, 2012 und 2021 die Mehrheit im Kader. 2024 standen nur Legionäre im Kader.
| Jahr (Spiele) | Anzahl (Länder) | Spieler (Einsätze) |
| ------------- | --- | --- |
| 1964 (2)      | 0 | |
| 1984 (4)      | 14 (6 in Belgien, 2 in Deutschland, 2 in Italien, 3 in den Niederlanden, 1 in Spanien)                                                     | Søren Busk (4), Morten Olsen (4), Jens Jørn Bertelsen (4), Frank Arnesen (4), Preben Elkjær Larsen (4), Kenneth Brylle Larsen (2); Søren Lerby (4), Ole Rasmussen (2); Klaus Berggreen (4), Michael Laudrup (4); Jan Mølby (0), Ivan Nielsen (4), Jesper Olsen (2); John Lauridsen (2) |
| 1988 (3)      | 13 (1 in Belgien, 2 in Deutschland, 1 in England, 1 in Frankreich, 3 in Italien, 3 in den Niederlanden, 1 in Österreich, 1 in der Schweiz) | Per Frimann (1); Morten Olsen (3), Flemming Povlsen (3); Jesper Olsen (0); John Sivebæk (2); Klaus Berggreen (2), Preben Elkjær Larsen (3), Michael Laudrup (3); Jan Heintze (3), Søren Lerby (2), Ivan Nielsen (3); Søren Busk (1); John Eriksen (2) |
| 1992 (5)      | 7 (4 in Deutschland, 1 in England, 1 in Frankreich, 1 in der Türkei)                                                                       | Henrik Andersen (4), Flemming Povlsen (5), Brian Laudrup (5), Bent Egsmark Christensen (2); Peter Schmeichel (5); John Sivebæk (5); Lars Olsen (5) |
| 1996 (3)      | 9 (1 in Deutschland, 3 in England, 1 in Italien, 2 in Schottland, 1 in Spanien, 1 in der Türkei)                                           | Mikkel Beck (2); Claus Thomsen (3), Peter Schmeichel (3), Marc Rieper (3); Thomas Helveg (3); Brian Laudrup (3), Erik Bo Andersen (1); Michael Laudrup (3); Jes Høgh (3) |
| 2000 (3)      | 19 (3 in Deutschland, 5 in England, 1 in Griechenland, 4 in Italien, 3 in den Niederlanden, 1 in Portugal, 1 in Schottland, 1 in den USA)  | Michael Schjønberg (3), Ebbe Sand (2), Thomas Gravesen (2); Thomas Sørensen (0), Mikkel Beck (2), Jes Høgh (0), Bjarne Goldbæk (1), Allan Nielsen (2); René Henriksen (3); Thomas Helveg (2), Martin Laursen (0), Martin Jørgensen (1), Morten Bisgaard (2); Jesper Grønkjær (3), Jon Dahl Tomasson (3), Jan Heintze (3); Peter Schmeichel (3); Peter Kjær (0); Miklos Molnar (1) |
| 2004 (4)      | 20 (1 in Belgien, 4 in Deutschland, 4 in England, 1 in Griechenland, 5 in Italien, 3 in den Niederlanden, 1 in Schottland, 1 in Spanien)   | Brian Priske (1); Niclas Jensen (3), Ebbe Sand (3), Christian Poulsen (3), Peter Madsen (1); Thomas Sørensen (4), Claus Jensen (3), Jesper Grønkjær (3), Thomas Gravesen (3), René Henriksen (4); Jon Dahl Tomasson (4), Martin Laursen (4), Thomas Helveg (4), Martin Jørgensen (4), Per Krøldrup (0); Kenneth Perez (1), Dennis Rommedahl (4), Kasper Bøgelund (2); Peter Løvenkrands (1); Daniel Jensen (3) |
| 2012 (3)      | 16 (1 in Belgien, 1 in Deutschland, 4 in England, 4 in Frankreich, 1 in Italien, 4 in den Niederlanden, 1 in der Schweiz)                  | Niki Zimling (3); William Kvist (3); Nicklas Bendtner (3), Daniel Agger (3), Kasper Schmeichel (0), Anders Lindegaard (0); Stephan Andersen (3); Christian Poulsen (1), Thomas Kahlenberg (0), Daniel Wass (0); Simon Kjær (3); Christian Eriksen (3), Simon Poulsen (3), Nicklas Pedersen (0), Lasse Schøne (2); Michael Silberbauer (0) |
| 2021 (6)      | 22 (4 in Deutschland, 7 in England, 1 in Frankreich, 7 in Italien, 1 in Schweden, 2 in Spanien)                                            | Thomas Delaney (6), Yussuf Poulsen (5), Frederik Rønnow, Robert Skov (1); Joachim Andersen (3), Andreas Christensen (6), Pierre Emile Højbjerg (6), Mathias Jensen 1 (6), Christian Nørgaard 1 (5), Kasper Schmeichel (6), Jannik Vestergaard (6); Kasper Dolberg (4); Andreas Cornelius (4), Mikkel Damsgaard (5), Christian Eriksen (1), Simon Kjær (6), Jens Stryger Larsen (6), Joakim Mæhle (6), Andreas Skov Olsen (1); Anders Christiansen; Martin Braithwaite (6), Daniel Wass (5)                                                                       |
| 2024 (4)      | 26 (5 in Belgien, 5 in Deutschland, 10 in England, 3 in Italien, 2 in Portugal, 1 in Spanien)                                              | Thomas Delaney (3), Kasper Dolberg (2), Anders Dreyer (0), Andreas Skov Olsen (3), Kasper Schmeichel (4); Jacob Bruun Larsen (1), Joakim Mæhle (4), Yussuf Poulsen (4), Frederik Rønnow, Jonas Wind (4); Joachim Andersen (4), Mikkel Damsgaard (1), Christian Eriksen (4), Mads Hermansen 1 (0), Pierre Emile Højbjerg (4), Rasmus Højlund (4), Mathias Jensen (0), Christian Nørgaard (3), Jannik Vestergaard 1 (4), Zanka (0); Simon Kjær (0), Rasmus Kristensen (0), Victor Kristiansen (4); Alexander Bah (4), Morten Hjulmand (3); Andreas Christensen (4) |

Stand: 29. Juni 2024

## Rekorde
- Gegen folgende Länder gelangen die höchsten Siege bei EM-Turnieren:
  -  Jugoslawien: Vorrunde 1984 - 5:0 (erster Sieg gegen Jugoslawien)
  -  Russland: Vorrunde 2021 - 4:1
  -  Türkei: Vorrunde 1996 - 3:0
  -  Wales: Achtelfinale 2021 - 4:0
- Gegen folgende Länder kassierte die dänische Mannschaft ihre höchsten Niederlagen bei EM-Turnieren:
  -  Frankreich: Vorrunde 2000 - 0:3 (zudem ein 0:3 in einem Freundschaftsspiel 1973)
  -  Italien: Vorrunde 1988 - 0:2 (zudem ein 0:2 in einem Freundschaftsspiel 1991, in der WM-Qualifikation 1982, je ein 1:3 in einem Freundschaftsspiel 1964 und in der WM-Qualifikation 2014)
  -  Kroatien: Vorrunde 1996 - 0:3 (erstes Spiel gegen Kroatien)
  -  Tschechien: Viertelfinale 2004 - 0:3
- Höchste Siege in Gruppenspielen: Dänemark – Jugoslawien (1984), Frankreich – Belgien (1984), Schweden – Bulgarien (2004) und Spanien – Slowakei (2021) alle 5:0

### Negativrekorde
- Die meisten Niederlagen: 18 in 37 Spielen
- Die höchsten Niederlagen in Halbfinalspielen: Dänemark – UdSSR (1964), Tschechoslowakei – UdSSR (1960) und Russland – Spanien (2008) alle 0:3
- Die höchsten Niederlage im Spiel um Platz 3: Dänemark – Ungarn 1:3 n. V. (1964)
- Erster verwandelter Elfmeter: Dezső Novák am 20. Juni 1964 in der 107. Minute des Spiels um Platz drei zwischen Ungarn – Dänemark zum 2:1 (Endstand 3:1)
- Die meisten Spiele ohne Torerfolg: Dänemark (15)

## Bilanz gegen die anderen Europameister bei Europameisterschaften
- Deutschland: 4 Spiele (davon 1 Finale), 1 Sieg, 3 Niederlagen, 3:6 Tore
- Niederlande: 3 Spiele, 1 Siege, 1 Remis, 1 Niederlage, 3:5 Tore (5:4 i. E.)
- Frankreich: 3 Spiele, 1 Sieg, 2 Niederlagen, 2:5 Tore
- Spanien: 2 Spiele 1 Remis, 1 Niederlagen, 3:4 Tore (4:5 i. E.)
- Italien: 2 Spiele, 1 Remis, 1 Niederlage 0:2 Tore
- Portugal: 2 Spiele, 1 Remis, 1 Niederlage 3:4 Tore
- Tschechoslowakei/Tschechien: 3 Spiele, 1 Sieg, 2 Niederlagen, 2:6 Tore
- UdSSR/GUS/Russland: 2 Spiele, 1 Sieg, 1 Niederlage, 4:4 Tore
- Griechenland: kein Spiel

## Spiele
Dänemark bestritt bisher 37 EM-Spiele, davon wurden zehn gewonnen, 18 verloren und neun endeten remis. Drei Spiele mussten verlängert werden, davon wurde je eins im Elfmeterschießen gewonnen und verloren, ein weiteres endete mit einer Niederlage bedingt durch einen Gegentreffer während der Verlängerung.
Dänemark nahm einmal 1984 am Eröffnungsspiel der EM teil und spielte fünfmal gegen den Gastgeber (1984, 1988, 1992 und 2000 jeweils in der Vorrunde, 2024 im Achtelfinale), wobei immer verloren wurde.
Dänemark bestritt 2021 das erste von bisher drei Heimspielen, spielte zweimal (1964 und 1992 jeweils im Halbfinale) gegen den Titelverteidiger und zweimal (1984 und 2000) gegen den späteren Europameister (jeweils Frankreich).
| Alle EM-Spiele |            |                      |                |                  |                         |                                                  |
| Nr.            | Datum      | Ergebnis             | Gegner         | Anlass           | Austragungsort          | Bemerkungen                                      |
| 1              | 17.06.1964 | 0:3                  | Sowjetunion    | Halbfinale       | Barcelona (ESP)         |                                                  |
| 2              | 20.06.1964 | 1:3                  | Ungarn         | Spiel um Platz 3 | Barcelona (ESP)         |                                                  |
| 3              | 12.06.1984 | 0:1                  | Frankreich     | Vorrunde         | Paris (FRA)             |                                                  |
| 4              | 16.06.1984 | 5:0                  | Jugoslawien    | Vorrunde         | Lyon (FRA)              |                                                  |
| 5              | 19.06.1984 | 3:2                  | Belgien        | Vorrunde         | Straßburg (FRA)         |                                                  |
| 6              | 24.06.1984 | 1:1 n. V.; 3:4 i. E. | Spanien        | Halbfinale       | Lyon (FRA)              |                                                  |
| 7              | 11.06.1988 | 2:3                  | Spanien        | Vorrunde         | Hannover (BRD)          |                                                  |
| 8              | 14.06.1988 | 0:2                  | BR Deutschland | Vorrunde         | Gelsenkirchen (BRD)     |                                                  |
| 9              | 17.06.1988 | 0:2                  | Italien        | Vorrunde         | Köln (BRD)              |                                                  |
| 10             | 11.06.1992 | 0:0                  | England        | Vorrunde         | Malmö (SWE)             |                                                  |
| 11             | 14.06.1992 | 0:1                  | Schweden       | Vorrunde         | Solna (SWE)             |                                                  |
| 12             | 17.06.1992 | 2:1                  | Frankreich     | Vorrunde         | Malmö (SWE)             |                                                  |
| 13             | 22.06.1992 | 2:2 n. V.; 5:4 i. E. | Niederlande    | Halbfinale       | Göteborg (SWE)          |                                                  |
| 14             | 26.06.1992 | 2:0                  | Deutschland    | Finale           | Göteborg (SWE)          | 1. Europameistertitel                            |
| 15             | 09.06.1996 | 1:1                  | Portugal       | Vorrunde         | Sheffield (ENG)         |                                                  |
| 16             | 16.06.1996 | 0:3                  | Kroatien       | Vorrunde         | Sheffield (ENG)         | 1. Länderspiel gegen Kroatien                    |
| 17             | 19.06.1996 | 3:0                  | Türkei         | Vorrunde         | Sheffield (ENG)         | Letztes Länderspiel unter Richard Møller Nielsen |
| 28             | 11.06.2000 | 0:3                  | Frankreich     | Vorrunde         | Brügge (BEL)            |                                                  |
| 19             | 16.06.2000 | 0:3                  | Niederlande    | Vorrunde         | Rotterdam (NED)         |                                                  |
| 20             | 21.06.2000 | 0:2                  | Tschechien     | Vorrunde         | Lüttich (BEL)           | Letztes Länderspiel unter Bo Johansson           |
| 21             | 14.06.2004 | 0:0                  | Italien        | Vorrunde         | Guimarães (PRT)         |                                                  |
| 22             | 18.06.2004 | 2:0                  | Bulgarien      | Vorrunde         | Braga (PRT)             |                                                  |
| 23             | 22.06.2004 | 2:2                  | Schweden       | Vorrunde         | Porto (PRT)             |                                                  |
| 24             | 27.06.2004 | 0:3                  | Tschechien     | Viertelfinale    | Porto (PRT)             |                                                  |
| 25             | 09.06.2012 | 1:0                  | Niederlande    | Vorrunde         | Charkiw (UKR)           |                                                  |
| 26             | 13.06.2012 | 2:3                  | Portugal       | Vorrunde         | Lwiw (UKR)              |                                                  |
| 27             | 17.06.2012 | 1:2                  | Deutschland    | Vorrunde         | Lwiw (UKR)              |                                                  |
| 28             | 12.06.2021 | 0:1                  | Finnland       | Vorrunde         | Kopenhagen              |                                                  |
| 29             | 17.06.2021 | 1:2                  | Belgien        | Vorrunde         | Kopenhagen              |                                                  |
| 30             | 21.06.2021 | 4:1                  | Russland       | Vorrunde         | Kopenhagen              |                                                  |
| 31             | 26.06.2021 | 4:0                  | Wales          | Achtelfinale     | Amsterdam (NLD)         |                                                  |
| 32             | 03.07.2021 | 2:1                  | Tschechien     | Viertelfinale    | Baku (AZE)              |                                                  |
| 33             | 07.07.2021 | 1:2 n. V.            | England        | Halbfinale       | London (ENG)            |                                                  |
| 34             | 16.06.2024 | 1:1                  | Slowenien      | Vorrunde         | Stuttgart (DEU)         |                                                  |
| 35             | 20.06.2024 | 1:1                  | England        | Vorrunde         | Frankfurt am Main (DEU) |                                                  |
| 36             | 25.06.2024 | 0:0                  | Serbien        | Vorrunde         | München (DEU)           |                                                  |
| 37             | 29.06.2024 | 0:2                  | Deutschland    | Achtelfinale     | Dortmund (DEU)          |                                                  |